# Lanová dráha hotelu NH Praha

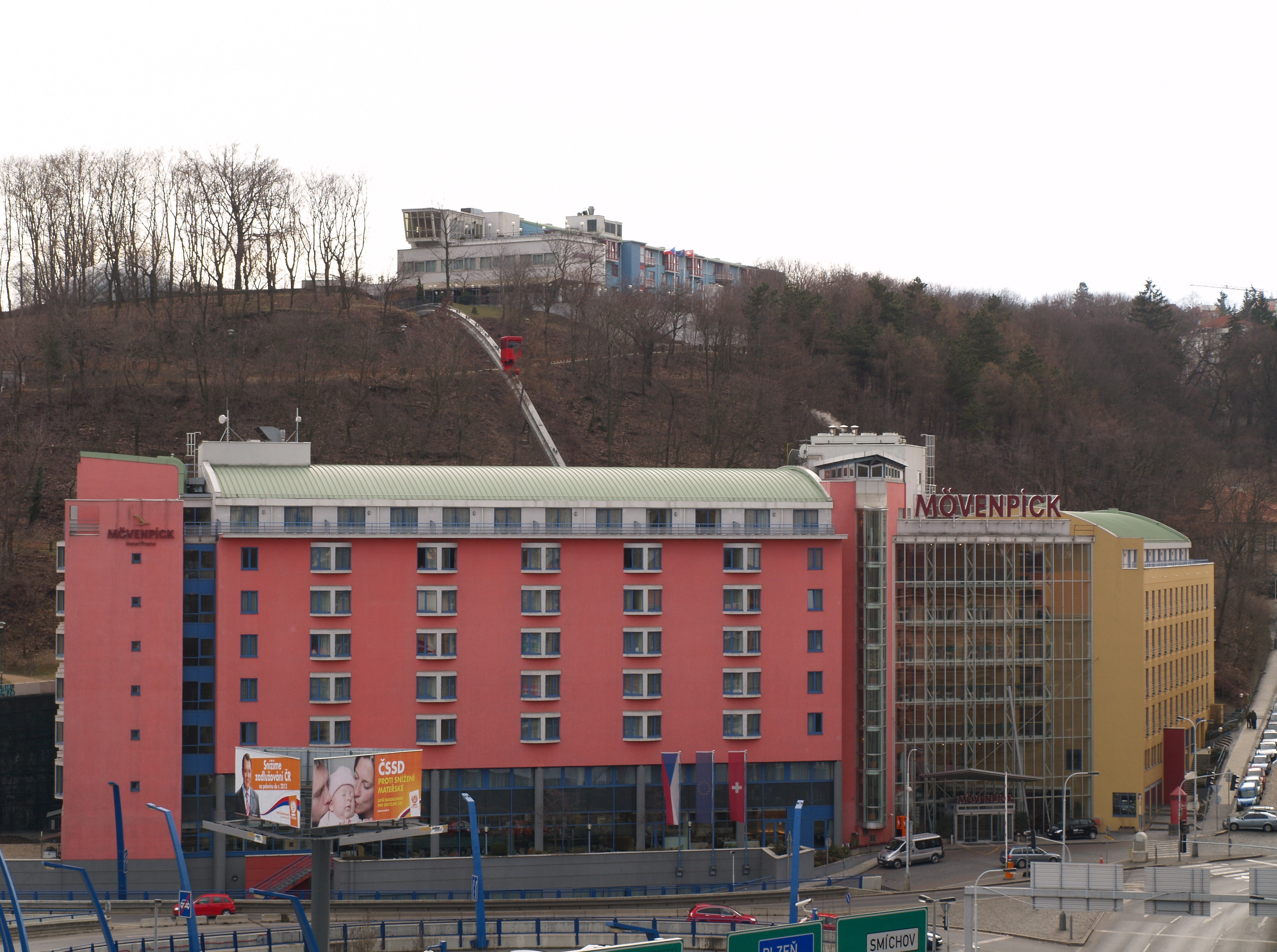
Celkový pohled na hotel Mövenpick v březnu 2010

Pozemní lanová dráha hotelu NH Praha (do října 2012 hotelu Mövenpick) v Praze na Smíchově, občas označovaná i jako šikmý výtah, spojuje přes veřejnou část parku Mrázovka dvě hotelové budovy, z nichž dolní se nachází u křižovatky Duškovy a Mozartovy ulice a horní u areálu Sokolu na vrchu Mrázovka. V dolní části hotelu se nachází většina jeho ubytovacích kapacit, v horní budově především restaurace s vyhlídkou. Lanovka je bezplatně přístupná nejen hostům ubytovaným v hotelu, ale i veřejnosti, která ji může použít například k návštěvě restaurace v horní budově. Jako nejvhodnější řešení se ukázala nová lanová dráha. Dráha byla ve zkušebním provozu od března 1996, v řádném provozu od června 1996.
Na dnes pěší komunikaci Mrázovka, která vede serpentinou po témž svahu, je provoz vozidel zakázán zhruba od roku zprovoznění lanovky. Po dobu opravy lanovky v červenci 2001 Magistrát hl. m. Prahy povolil minibusům hotelu jezdit po této komunikaci jako náhradní doprava.

## Technické údaje
Dráha je dlouhá 156 metrů. Převýšení činí 51 metrů (205–256 metrů nad mořem). Lanovka křižuje pěší spojnici mezi památníkem v bývalé usedlosti Bertramka a severním vyústěním tunelu Mrázovka. Pěší serpentinu v parku jednou podchází a dvakrát nadchází. V dolní části vede tunelem, ve střední části po mostní konstrukci, v horní části po zemi. Maximální dopravní rychlost je 2,5 m/s (9 km/h), doba jízdy 90 sekund.
Technickým provedením je čímsi mezi sedlovou a pozemní lanovou dráhou. Po ocelovém nosníku jezdí jedna kabina, s kapacitou 12 osob. Je ovládána samoobslužně cestujícími, podobně jako běžné výtahy. Je poháněna okružním lanem, na němž je uchycena. Sklon trati se v jejím průběhu výrazně mění, kabina se proto během jízdy elektromechanicky naklání tak, aby zůstávala ve vodorovné poloze. V dolní části je dráha strmá, v horní části téměř vodorovná. Zařízení zkonstruoval rakouský výrobce lanovek a vleků Doppelmayr.

## Zánik a náhrada lanovky
Původní lanovka svůj provoz ukončila 1. ledna 2018. Od dubna 2018 je nahrazena šikmým výtahem, jezdícím ve stejné trase.
Lanovka za dobu své existence vykonala přes 4 miliony jízd a přepravila téměř 15 milionů cestujících, převážně hotelových hostů, ale i zaměstnanců.
Nový šikmý výtah od švýcarské firmy Inauen-Schätti stál 1,75 milionu eur, tedy přes 30 milionů korun. Nová kabina je modernější, větší a rychlejší, odlišného vzhledu, a má jiný pohon s vícero lany – čtyřmi lany o menším průměru, než měla původní lana. Přepravní kapacita kabiny je však stejná, 12 osob. Maximální rychlost zůstala rovněž stejná, tedy 2,5 metru za sekundu.

## Omezení provozu pro veřejnost
Od konce září 2019 přistoupil hotel z důvodu velkého zájmu k omezení provozu výtahu pro veřejnost. Výtah je veřejnosti přístupný pouze ze spodní budovy hotelu v časech 10:30 - 11:30, 15:00 - 18:00 a 22:00 - 24:00.